# Café Altstadt
Café Altstadt is een muziekcafé en poppodium in het centrum van de Nederlandse stad Eindhoven. Het café bestaat sinds 1972 en is gevestigd aan het Stratumseind 71.

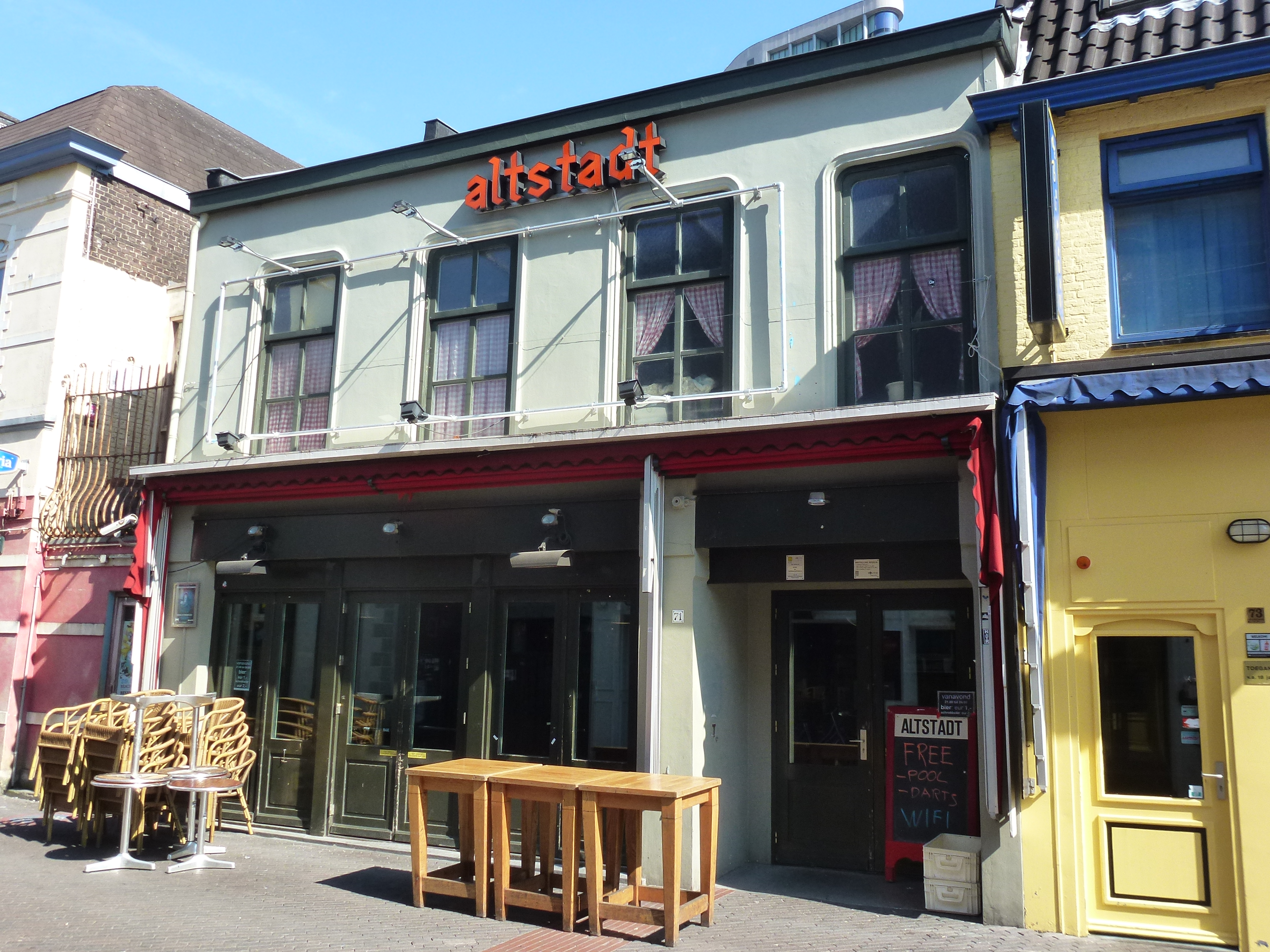
Stratumseind 71, Eindhoven

## Geschiedenis
Het café is gestart in 1972 op de plek van voorheen smederij en later rijwielhandel Ligtvoet. In 1978 kwam het café in handen van twee vennoten, Twan van Zwam en de toenmalige eigenaar Bart van Heck. Toenemende klandizie zorgde ervoor dat zij besloten om het (bruine) café uit te breiden. De oude smederij/werkplaats achter het pand stond leeg en door die ruimte bij het café te voegen ontstond extra ruimte zodat bands konden optreden en werd het mogelijk om andere extra activiteiten, tijdens carnaval bijvoorbeeld, te organiseren.
In de loop der jaren hebben diverse bands en artiesten zoals Jan Akkerman, Kensington, Jett Rebel, Blue Murder, Social Security, Thione Seck en Omnia een optreden verzorgd.
Nadat het café in 2014 een nieuwe leiding had gekregen, werden de activiteiten ondergebracht in een stichting die de naam Stichting Altstadt Live kreeg. Het doel was om zich nog meer op het organiseren van optredens en concerten te richten en men wilde een naam opbouwen als poppodium. Twee jaar later kreeg het café de status van kernpodium van het Fonds Podiumkunsten.
In juli 2020, tijdens de coronacrisis, ging het café failliet, maar kon binnen een week weer worden heropend dankzij financiële steun van een aantal vaste gasten.